# Cecil B. DeMille
Cecil Blount DeMille (Ashfield, Massachusetts, 1881. augusztus 12. – Hollywood, Kalifornia, 1959. január 21. ) Oscar- és Golden Globe-díjas, valamint az egyik legjelentősebb amerikai filmrendező, filmproducer, forgatókönyvíró és vágó volt a 20. század első felében.

## Élete

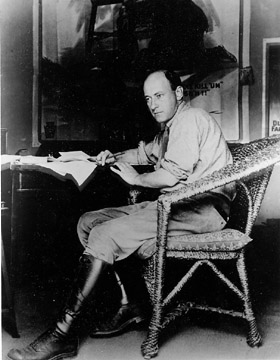
Cecil B. DeMille

Massachusetts államban született holland drámaíró apától, Henry Churchill de Mille (1853–1893) és angol-zsidó származású színésznő anyától, Matilda Beatrice DeMille (1853-1923). DeMille körülbelül száz némafilmet rendezett, beleértve a Paramount Pictures első produkcióit: Asszonyember (1914), mielőtt ismertté vált volna a kései 1910-es években, ebben a korszakban a legismertebb alkotása a Don't Change Your Husband című film volt (1919), Tízparancsolat (1923), és a Királyok királya (1927). A sajtó rendszerint a DeMille nevet nagy "D"-vel írta, DeMille viszont a szerződéseit "deMille"-ként kis "d"-vel írta alá. DeMille hivatalos címe 2010 DeMille (nagy "D") Drive volt, Hollywood-ban.
Két kezdő producer, Jesse L. Lasky és Samuel Goldwyn (ekkor még Goldfish-nek hívták) felkérte az Asszonyember rendezésére. A film a Hollywood nevű vidéki városkában készült. A melodráma hatalmas kasszasikert aratott.
Filmjei ötletét színházi rendezők darabjaiból merítette. Aktívan kísérletezett a világítási lehetőségekkel, a vágással és a plánozással. Az 1915-ben készült A csalás című filmben alkalmazott először pszichológiai vágást. Nem két párhuzamos esemény között, hanem a szereplő fejében zajló gondolatok megmutatása között vágott.

## Magánélete
DeMille 1902. augusztus 16-án kötött házasságot Constance Adams-szel, egy közös gyermekük született, Cecilia. A pár a korai 1920-as években fogadta örökbe az akkor még árván maradt Katherine Lestert, akiből később színésznő lett, és 1937-ben hozzáment Anthony Quinn színészhez.
Az 1920-as években DeMilles még két fiút is örökbe fogadott, John-t és Richardot, akiből méltó filmes, író, és pszichológus lett.
Volt egy bátyja, William és egy nővére Agnes, aki gyermekkorában halt meg.
DeMille egy életen át tartó konzervatív republikánus aktivista volt.

## Halála és temetése

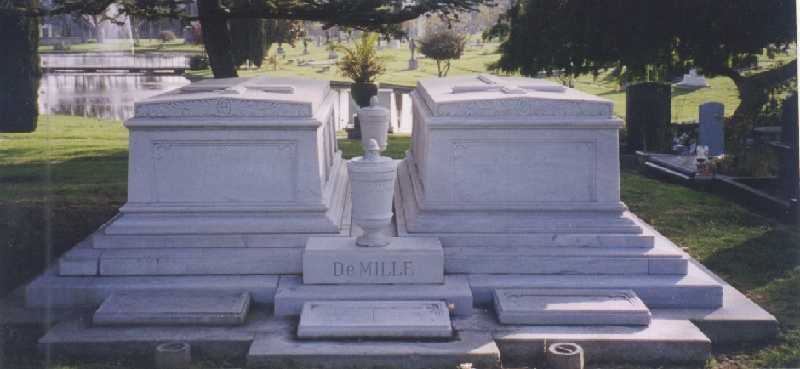
DeMille sírja a Hollywood Forever Temetőben

1959. január 21-én hajnalban halt meg szívelégtelenségben. 77 éves volt.
Temetésére január 23-án került sor a  St. Stephen's episzkopális templomban. Sírja a Hollywood Memorial (mai nevén Hollywood Forever) temetőben található.

## Érdekességek
- Cecil B. DeMille inspirálta a Cecil B. DeMented című filmet (és az ő alakja volt a film fő karakte). A filmben, Cecil B. DeMented egy anarchista filmrendező volt.
- Cecil B. DeMille tervezte az USA Katonai Akadémia egyenruháját.
- Cecil B. DeMille-t említi Bob Dylan dala, a Tombstone Blues.
- A Hollywood Foreign Press Association róla nevezte el a Golden Globe életműdíjat: Cecil B. DeMille-életműdíj.
- Alakja felbukkan (említés szintjén) Kondor Vilmos magyar író Budapest novemberben című bűnügyi regényében.

## Filmjei

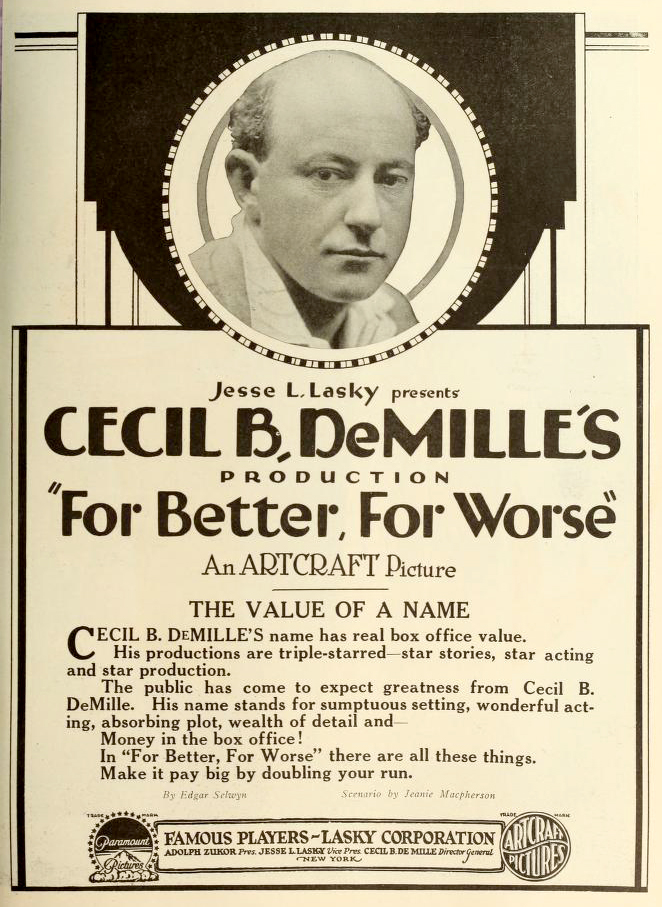
Hirdetés (1919)

- Az asszonyember (The Squaw Man) (1914)
- Brewster's Millions (1914)
- The Master Mind (1914)
- The Only Son (1914)
- The Man on the Box (1914)
- The Call of the North (1914)
- The Virginian (1914)
- What's His Name (1914)
- The Man from Home (1914)
- Rose of the Rancho (1914)
- The Ghost Breaker (1914)
- The Girl of the Golden West (1915)
- After Five (1915)
- The Warrens of Virginia (1915)
- The Unafraid (1915)
- The Captive (1915)
- The Wild Goose Chase (1915)
- The Arab (1915)
- Chimmie Fadden (1915)
- Kindling (1915)
- Carmen (1915)
- Chimmie Fadden Out West (1915)
- A megbélyegzett asszony [9] (The Cheat) (1915)
- Temptation (1915)
- The Golden Chance (1915)
- The Trail of the Lonesome Pine (1916)
- The Heart of Nora Flynn (1916)
- Maria Rosa (1916)
- The Dream Girl (1916)
- Az orleánsi szüz (Joan the Woman) (1917)
- Lost and Won (1917)
- Az aranyláz (A Romance of the Redwoods) (1917)
- The Little American (1917)
- The Woman God Forgot (1917)
- The Devil-Stone (1917)
- You Can't Have Everything (1918)
- A suttogó kórus (The Whispering Chorus) (1918)
- Régi feleségeket újért (Old Wives for New) (1918)
- We Can't Have Everything (1918)
- Till I Come Back to You (1918)
- The Squaw Man (1918)
- Ne cseréld le a férjedet! (Don't Change Your Hussband) (1919)
- For Better, for Worse (1919)
- Ur és szolga [10] (Male and Female) (1919)
- Tiltott gyümölcs (Why Change Your Wife?) (1920)
- Something to Think About (1920)
- A mesebeli herceg (Forbidden Fruit) (1921)
- The Affairs of Anatol (1921)
- Fool's Paradise (1921)
- Szombat éjjel (Saturday Night) (1922)
- Asszony, aki megbűnhődött (Manslaughter (1922)
- Adam's Rib (1923)
- Tízparancsolat (The Ten Commandments) (1923)
- Triumph (1924)
- Feet of Clay (1924)
- Aranyágy (The Golden Bed) (1925)
- Van Isten! (The Road to Yesterday) (1925)
- A Visztula hajósa (The Volga Boatman) (1926)
- Királyok királya (The King of Kings) (1927)
- Istentelen leány (The Godless Girl) (1929)
- Dynamite (1929)
- Madam Satan (1930)
- The Squaw Man (1931)
- A kereszt jele (The Sign of the Cross) (1932)
- Miénk a jövő (This Day and Age) (1933)
- Four Frightened People (1934)
- Kleopátra (Cleopatra) (1934)
- Keresztes hadjárat (The Crusades) (1935)
- A síkvidéki ember (The Plainsman) (1937)
- Kalózkisasszony (The Buccaneer) (1938)
- Acélkaraván (Union Pacific) (1939)
- North West Mounted Police (1940)
- Arat a vihar (Reap the Wild Wind) (1942)
- The Story of Dr. Wassell (1944)
- A legyőzhetetlen (Unconquered) (1947)
- California's Golden Beginning (1948) (short subject)
- Keresztes hadjárat film (Samson and Delilah) (1949)
- A földkerekség legnagyobb show-ja [11] (The Greatest Show on Earth) (1952)
- Tízparancsolat (The Ten Commandments) (1956)